# 31617 Meeraradha
31617 Meeraradha è un asteroide della fascia principale. Scoperto nel 1999, presenta un'orbita caratterizzata da un semiasse maggiore pari a 2,2981071 UA e da un'eccentricità di 0,1296488, inclinata di 9,27749° rispetto all'eclittica.